# Union Jack (Marvel Comics)
Union Jack são os nomes de 3 (três) super-heróis fictícios da Marvel Comics. Todos auxiliam super-heróis da chamada "Era de Ouro" dos Quadrinhos em suas aventuras.
Quando foi criado, Union Jack era a versão britânica do Capitão América, tendo um uniforme que representava a bandeira da Grã-Bretanha (derivando daí seu nome, como é conhecida a bandeira do Reino Unido Britânico). Porém, por ser publicado por uma empresa estadunidense, o herói nunca ganhou muito destaque.
O primeiro Union Jack foi o codinome de James Montgomery, Lorde Fallsworth, que apareceu pela primeira vez na revista The Invaders # 7 (julho de 1976), criado por Roy Thomas e  Frank Robbins. 
Na origem ficcional do personagem (que não tinha super-poderes), ele lutou na I e na II Guerra Mundial. Seu maior inimigo é o vilão Barão Sangue, um vampiro que fazia sabotagens para os alemães. Union Jack entrou para os Invasores logo após o Tocha Humana Original, um dos membros do grupo, ter salvo a filha -  Jacqueline Montgomery - do Barão Sangue. O Tocha se submeteu a uma transfusão de sangue que resultou em transformar a filha de Montgomery na super-heroína Spitfire. Lorde Fallsworth, um dos cidadão mais respeitados de Londres, dado o prestígio de sua família, cedeu sua mansão para os Invasores usarem como base. 
Lorde Fallsworth usou seu prestígio para entrar no Clube do Inferno Londrino. Lá, ele descobre uma câmara secreta, construída pelo próprio Apocalipse muitos anos no passado, quando ele visitou Londres e a própria sede da Instituição. Assumindo o papel de Union Jack, ele enfrenta Harry Manners, presidente do Clube, que pretendia usar a tecnologia para destruir Londres a serviço da Alemanha. Essa batalha é considerada por muitos como o principal fator de, nas décadas posteriores, o Clube do Inferno Londrino nunca ter atingido o poder e o status de sua filial americana.
O segundo Union Jack, Brian Montgomery, apareceu na revista The Invaders vol. 1 #18 (Julho de 1977), usando o codinome de Destroyer. Ele é o filho de James Montgomery. No número 21 da série, ele adotou o uniforme de  Union Jack. Além de grande lutador corpo-a-corpo, Brian projetava como arma raios de luz mágicos. 
Brian esteve preso na Alemanha e ganhou super-poderes quando cientistas alemães o usaram como experiência para recriar a fórmula do supersoldado (da qual surgiu o Capitão América). Ele escapou usando seus poderes. Quando seu pai ficou incapacitado de continuar agindo como Union Jack, Brian assumiu o uniforme, continuando com os Invasores. Ele morreu em 1953, num acidente de carro.
A terceira pessoa a usar o uniforme de Union Jack foi Joseph Chapman. Ele apareceu pela primeira vez em Captain America #253 (Janeiro de 1980), desenhado por John Byrne. Se juntou a formação moderna dos Invasores liderados por Jim Hammond (o Tocha Humana Original), e teve um romance com Spitfire.